# Kisrudas
Kisrudas (szlovákul Rudinka) község Szlovákiában, a Zsolnai kerületben, a Kiszucaújhelyi járásban.

## Fekvése
Zsolnától 5 km-re északra, a Kiszuca jobb partján fekszik.

## Története
1506-ban „Minor Rudina” néven említik először, mint a kiszucaújhelyi plébániához tartozó települést. 1522-ben „Also Rwdyna” alakban említi oklevél. A budatíni váruradalomhoz tartozott, részben pedig nemesi családok birtoka volt. Az addig mezőgazdasági jellegű települést a 17. században pásztornépekkel telepítették be. 1720-ban még major volt. 1784-ben 27 házában 157 lakos élt.
A 18. század végén Vályi András így ír róla: „Rudinka, vagy Nagy, és Kis Rudina, és Rudinszka. Három tót falu Trentsén Várm. földes Urok Szúnyog Uraság, lakosaik katolikusok, és másfélék, fekszenek Kisucza Újhelyhez nem meszsze, mellynek filiáji; határbéli földgyeik közép termékenységűek, vagyonnyaik is meglehetősek.”
1828-ban 27 lakosa volt. Lakói erdei munkákkal, állattartással, mezőgazdasággal foglalkoztak.
Fényes Elek 1851-ben kiadott geográfiai szótárában így ír a faluról: „Kis-Rudina, tót f., Trencsén vmegyében, a Kisucza mellett: 238 kath. lak. F. u. gr. Csáky Istvánnő. Ut. p. Zsolna.”
Az addigi Kis- és Nagy-Rudast 1911-ben egyesítették, ma újra külön községek. A trianoni békéig Trencsén vármegye Kiszucaújhelyi járásához tartozott.
1950-óta újra önálló község.

## Népessége
| Év:            | 1994. | 2004.   | 2014.   | 2024.   |
| -------------- | ----- | ------- | ------- | ------- |
| Emberek száma: | 385   | 391     | 394     | 419     |
| Eltérés:       |       | +1,55 % | +0,76 % | +6,34 % |

| Év:            | 2023. | 2024.   |
| -------------- | ----- | ------- |
| Emberek száma: | 402   | 419     |
| Eltérés:       |       | +4,22 % |

1900-ban 233 lakosából 203 szlovák anyanyelvű volt.
1910-ben Nagyrudasnak (Kisrudassal együtt) 642 lakosából 624 szlovák és 13 magyar anyanyelvű lakosa volt.
2001-ben 381 lakosából 374 szlovák volt.
2011-ben 386 lakosából 365 szlovák volt.
2021-ben 397 lakosából 383 szlovák, 3 (+2) egyéb és 11 ismeretlen nemzetiségű volt.

## Külső hivatkozások
- Községinfó
- Kisrudas Szlovákia térképén
- Alapinformációk
- Története évszámokban
- E-obce.sk Archiválva 2008. február 7-i dátummal a Wayback Machine-ben